# I Do, I Do, I Do, I Do, I Do
«I Do, I Do, I Do, I Do, I Do» — песня шведской группы ABBA, ставшая их вторым крупным международным хитом после «Waterloo» и вторым же синглом с их альбома ABBA. Была выпущена в формате 7-дюймовой пластинки со скоростью вращения 45 оборотов в минуту. Песня была написана Андерссоном, Ульвеусом и менеджером группы Андерсоном и выпущена в апреле 1975 года вместе с «Rock Me» на второй стороне сингла.

## История
Релиз песни произошёл вскоре после выхода предыдущего сингла, «So Long», не имевшего особого успеха. После триумфа песни «Waterloo» у ABBA имелись некоторые проблемы в поиске собственного места в мире музыки; поэтому «I Do, I Do, I Do, I Do, I Do», по многим причинам, вернула ABBA начавшую было уменьшаться популярность. С впечатляющей саксофонной партией и рядом элементов в стиле шлягерной музыки 1950-х, сингл «I Do, I Do, I Do, I Do, I Do» занял высокие позиции в чартах по всему миру, за исключением Великобритании. Популярность песни значительно увеличилась, особенно в Австралии, после выхода промоклипа по телевидению.

## Восприятие
Эта песня стала заметным хитом в ряде стран. «I Do, I Do, I Do, I Do, I Do» стала той песней, что воспламенила «ABBA-манию» в Австралии, став первым чарт-топпером ABBA в этой стране. Поддержанная следующими хитами «Mamma Mia» и «SOS», эта песня дала группе 14 недель на первом месте австралийских чартов. «I Do, I Do, I Do, I Do, I Do» также стала № 1 в чартах таких стран, как Новая Зеландия, Швейцария, Валлонском регионе Бельгии и ЮАР; достигла топ-5 в Норвегии, Фламандском регионе Бельгии, Нидерландах и Австрии (всё — в 1975 году). Песня также достигла № 15 в США в начале 1976 года. Неприятным исключением на фоне такого успеха стали результаты в Великобритании, рынка, который ABBA хотели завоевать, где сингл остановился на 38-й позиции. Поэтому музыкальный стиль, в котором была написана песня, был временно отведён группой на второй план. Интересно, что эта песня стала единственной, более успешной за океаном, нежели в Британии. Чуть позднее ABBA улыбнулась удача: «SOS» стала популярной в Великобритании, а во всём остальном мире закрепила достигнутый «I Do…» успех группы.

## Список композиций
| №  | Название                       | Автор(ы)                                      | Длительность |
| -- | ------------------------------ | --------------------------------------------- | ------------ |
| 1. | «I Do, I Do, I Do, I Do, I Do» | Бенни Андерссон, Бьорн Ульвеус, Стиг Андерсон | 3:15         |

| №  | Название  | Автор(ы)                       | Длительность |
| -- | --------- | ------------------------------ | ------------ |
| 1. | «Rock Me» | Бенни Андерссон, Бьорн Ульвеус | 3:03         |

## Участники записи
ABBA:
- Анни-Фрид Лингстад — вокал и бэк-вокал
- Агнета Фэльтског — вокал и бэк-вокал
- Бьорн Ульвеус — бэк-вокал, ритм-гитара
- Бенни Андерссон — бэк-вокал, клавишные

Другие музыканты и производственный персонал:
- Лассе Велландер — гитара
- Майк Уотсон — бас-гитара
- Роджер Палм — ударные
- Ульф Андерссон — саксофон

## Позиции в хит-парадах
| Хит-парад (1975–1976)               | Высшая позиция |
| ----------------------------------- | -------------- |
| Австралия (Kent Music Report)       | 1              |
| Австрия (Ö3 Austria Top 40)         | 4              |
| Бельгия/Валлония (Ultratop 50)      | 1              |
| Бельгия/Фландрия (Ultratop 50)      | 2              |
| Великобритания (OCC UK Singles)     | 38             |
| Германия (GfK)                      | 6              |
| Канада (RPM Adult Contemporary)     | 6              |
| Канада (RPM Top Singles)            | 14             |
| Нидерланды (Dutch Top 40)           | 3              |
| Нидерланды (Single Top 100)         | 3              |
| Новая Зеландия (Recorded Music NZ)  | 1              |
| Норвегия (VG-lista)                 | 2              |
| США (Billboard Adult Contemporary)  | 8              |
| США (Billboard Hot 100)             | 15             |
| Финляндия (Suomen virallinen lista) | 25             |
| Франция (IFOP)                      | 5              |
| Швейцария (Schweizer Hitparade)     | 1              |
| ЮАР (Springbok)                     | 1              |

| Хит-парад (1976)      | Позиция |
| --------------------- | ------- |
| Канада (RPM Year-End) | 132     |

## Кавер-версии
- Шведский ансамбль Nashville Train, частично состоявший из членов переменного состава ABBA, записал свою версию песни в 1977 году для альбома ABBA Our Way, выпущенного лейблом Polar Music в Швеции.
- Песня присутствует в мюзикле Mamma Mia! и его экранизации.
- Studio 99 записала свою версию песни для альбома Studio 99 Perform a Tribute to ABBA, Vol. 1[27].